# Pachybates braunsi
Pachybates braunsi är en tvåvingeart som först beskrevs av Joseph Charles Bequaert 1921.  Pachybates braunsi ingår i släktet Pachybates och familjen bäckflugor. Inga underarter finns listade i Catalogue of Life.